# HapMap
Le projet international HapMap est un projet dont le but est de développer une carte d'haplotype qui décrira les patrons communs de variations génétiques du génome humain. Le projet est une collaboration entre chercheurs académiques, organisations de recherche sans but lucratif et compagnies privées provenant du Canada, de la Chine, du Japon, du Nigéria, du Royaume-Uni et des États-Unis.
La carte HapMap est devenue une ressource fondamentale pour les chercheurs afin de découvrir des gènes impliqués dans le développement de maladies complexes ou modifiant la réponse pharmacologique à des médicaments. Toutes les données produites sont accessibles gratuitement à tous les chercheurs à travers le monde.
Le projet international HapMap a débuté officiellement avec une conférence à Washington du 27 au 29 octobre 2002 et devait durer trois ans. Le projet comprend deux phases; les données et les analyses complètes de la phase I ont été publiées le 27 octobre 2005. La production des données de la phase II était complétée à ce moment, mais l'analyse n'était toujours pas terminée en octobre 2006.

## Historique
Contrairement aux maladies rares (ou mendéliennes), différents gènes, combinaisons de gènes ainsi que l'environnement jouent un rôle dans le développement des maladies communes comme l'asthme, le diabète, le cancer, la dépression ou les maladies cardio-vasculaires) ou la réponse individuelle aux agents pharmacologiques. Plusieurs études démontrent que ce sont des variants communs dans la séquence génomique, soit des polymorphismes nucléotidiques dont l'allèle mineur est présent chez au moins 5 % de la population, qui en sont responsables.
Deux personnes non-reliées partagent plus de 99,9 % de leur séquence d'ADN. À certaines positions dans la séquence cependant, la première personne aura un G (pour guanine) tandis que la seconde aura un A (pour adénine) à la place. Ces deux possibilités constituent les deux allèles d'un SNP. Chaque personne possède deux copies de chacun des chromosomes, excepté les chromosomes sexuels. Pour chaque SNP, la combinaison des allèles qu'une personne possède est appelée un génotype. Le génotypage réfère à toute méthode permettant de détecter le génotype d'un échantillon à une position précise dans la séquence de l'ADN.
Un haplotype est une suite d'allèles sur un chromosome. Les haplotypes sont brisés en plusieurs morceaux à chaque génération par un processus appelé recombinaison génétique. Cependant, il a été observé que les haplotypes dans une population donnée sont plus longs que ce qui était anticipé. La raison est que la recombinaison se produit préférentiellement dans des régions spécifiques du génome créant des points chauds de recombinaison (mesurant en moyenne 1 000 à 2 000 paires de bases) et des points froids de recombinaison (mesurant plus de 10 000 paires de base en moyenne), mieux connus sous le nom de blocs d'haplotypes. Puisque les allèles sont corrélés entre eux dans un bloc d'haplotype, la connaissance de ces structures permettrait aux chercheurs de déduire un grand nombre d'allèles sans avoir à génotyper tous les SNPs. Le Projet International HapMap avait donc comme but de découvrir ces structures dans plusieurs populations.

## Échantillons
Les haplotypes sont généralement partagés entre les populations, mais leurs fréquences peuvent être très différentes. Quatre populations ont été choisies pour la Phase I du projet HapMap: 30 trios (composés d'un adulte et de ses deux parents) d'Ibadan au Nigéria (YRI), 30 trios de résidents de l'Utah ayant des origines du Nord-ouest de l'Europe (CEU), 44 individus non-apparentés de Tokyo au Japon (JPT) et 45 individus Han de Beijing en Chine (CHB). Même si les haplotypes révélés de ces populations devraient être utiles pour étudier les haplotypes de plusieurs autres populations, le consortium HapMap examine actuellement la possibilité d'inclure d'autres populations dans le projet. 
Tous les échantillons du projet ont été prélevés après une consultation communautaire ainsi qu'un consentement éclairé. Le processus des consultations communautaires était un moyen de répondre aux interrogations culturelles spécifiques ainsi que de donner à ces communautés un mot à dire dans la présentation du consentement écrit et dans le processus de collection des échantillons.

## Stratégie utilisée
Lors de la Phase I, pour chaque fenêtre de 5000 paires de bases, au moins un SNP ayant une fréquence de 5 % ou plus a été génotypé pour chacune des populations. Au total plus d'un million de SNPs polymorphiques ont été génotypés. Le processus de génotypage a été effectué dans 10 centres et utilisaient cinq technologies différentes. La qualité des résultats a été vérifiée à l'aide des relations filiales des trios et à l'aide d'échantillons dupliqués. Aussi plusieurs exercices de contrôle de la qualité ont été effectués lors du projet où chacun des centres devait génotyper un échantillon commun de SNP.
L'équipe canadienne s'est concentré sur le chromosome 2 et le bras court du chromosome 4 (4p) et était dirigée par Thomas J. Hudson à l'Université McGill à Montréal. L'équipe chinoise avait des centres situés à Pékin, Shanghai et Hong Kong et était dirigée par Huanming Yang. Ces centres ont travaillé sur les chromosomes 3, 8p et 21. L'équipe japonaise était dirigée par Yusuke Nakamura à l'Université de Tokyo et s'est concentrée sur les chromosomes 5, 11, 14, 15, 16, 17 et 19. L'équipe britannique dirigée par David R. Bentley à l'Institut Sanger a travaillé sur les chromosomes 1, 6, 10, 13 et 20. Finalement, il y avait quatre centres aux États-Unis: une équipe de la compagnie Illumina de San Diego et dirigée par Mark Chee et Arnold Oliphant (chromosomes 8q, 9, 18q, 22 et X), une équipe de l'Institut Broad à Boston dirigée par David Altshuler (chromosomes 4q, 7q, 18p, Y et mitochondrie), une équipe du Baylor College of Medicine à Houston dirigée par Richard A. Gibbs (chromosome 12) ainsi qu'une équipe dirigée par Pui-Yan Kwok de l'Université de Californie à San Francisco (chromosome 7p).
Pour la phase II, grâce aux développements de technologies à plus grande échelle, plus de 2 millions de SNPs additionnels ont été rajoutés sur tout le génome par la compagnie Perlegen et près de 500 000 par la compagnie Affymetrix. L'analyse des données du projet a été faite principalement par les équipes de David Altshuler, Aravinda Chakravarti, Peter Donnelly, Gonçalo Abecassis, Lincoln Stein et de Lon R. Cardon. La coordination de tout le projet a été assurée par Francis Collins qui avait joué un rôle similaire pour le projet génome humain.

## Accès aux données du projet
Toutes les données du projet incluant les fréquences des SNPs, les génotypes et les haplotypes sont accessibles gratuitement à tous et sont disponibles à http://www.hapmap.org